# Międzynarodowy Dzień Osób z Niepełnosprawnościami
Międzynarodowy Dzień Osób z Niepełnosprawnościami (ang. International Day of Persons with Disabilities) – święto obchodzone corocznie 3 grudnia, ustanowione przez Zgromadzenie Ogólne ONZ w 1992 roku (rezolucja 47/3) na zakończenie Dekady Osób Niepełnosprawnych (1983–1992).

## Historia
Celem obchodów jest przybliżenie społeczeństwu problemów osób z niepełnosprawnościami, u których występują ograniczenia w prawidłowym funkcjonowaniu spowodowane obniżeniem sprawności fizycznej lub psychicznej, albo nieprawidłowości w budowie i funkcjonowaniu organizmu, oraz pomoc we włączeniu tej grupy społecznej w życie społeczne. Obchody Dnia są również okazją do zwiększenia świadomości publicznej o korzyściach płynących z integracji osób z niepełnosprawnościami w każdym aspekcie życia politycznego, społecznego, gospodarczego i kulturalnego. Ważną tematyką obchodów są bariery architektoniczne.
13 grudnia 2006 roku na 61 sesji Zgromadzenia Ogólnego została przyjęta Konwencja Praw Osób Niepełnosprawnych (rezolucja A/RES/61/106). W myśl jej zapisów osoby z niepełnosprawnościami mają prawo do: wolności i bezpieczeństwa, swobody poruszania się (w tym równego z osobami pełnosprawnymi dostępu do przestrzeni i budynków użyteczności publicznej, transportu, informacji i komunikacji), ochrony zdrowia, edukacji, życia prywatnego i rodzinnego oraz udziału w życiu politycznym i kulturalnym.
Każdego roku obchodom towarzyszy inna tematyka. Hasłem 2016 roku jest: „Niepełnosprawność nie jest barierą”.
W latach 90. XX wieku 5 maja we Francji zapoczątkowano obchody Dnia Walki z Dyskryminacją Osób Niepełnosprawnych pod nazwą „Spotkanie z godnością” (fr. Rendez-vous de la Dignité).

## Święta pokrewne
- Międzynarodowy Dzień Inwalidów – obchodzony w trzecią niedzielę marca również jako Międzynarodowy Dzień Inwalidów i Osób Niepełnosprawnych[6]
- Międzynarodowy Dzień Głuchych – obchodzony w ostatnią niedzielę września, wieńczący powstały później Międzynarodowy Tydzień Głuchych (ang.'International Week of the Deaf), ustanowiony w 1958 przez Światową Federację Głuchych (WFD)[7]
- Święta niewidomych:
  - w dzień urodzin Louisa Braille’a – 4 stycznia, ustanowione w rocznicę śmierci twórcy alfabetu dla niewidomych
  - Światowy Dzień Wzroku (ang. World Sight Day) – drugi czwartek października z inicjatywy Lions Clubs International i jej kampanii SightFirst[8]
  - Międzynarodowy Dzień Białej Laski – 15 października, ustanowiony przez Europejską Unię Niewidomych (EBU), której zjazd odbył się w Polsce[6], obchodzony również, jako Międzynarodowy Dzień Niewidomych (ang. International Day for the Blind)[9]
  - w dzień urodzin Valentina Haüya (1745-1822), założyciela pierwszej szkoły dla niewidomych w Paryżu – 13 listopada, obchodzone od 1946 roku, jako Międzynarodowy Dzień Niewidomych[10].